# منتخب سويسرا لكرة الطائرة للرجال
منتخب سويسرا الوطني لكرة الطائرة للرجال هو ممثل سويسرا الرسمي في المنافسات الدولية في كرة طائرة في فئة كرة الطائرة للرجال.